# سفندية
الفصيلة السَّفَندية أو السَّفَندِيَّات أو فصيلة سفينديدي أو خنافس الفطر الجافة (الاسم العلمي Sphindidae)، هي فصيلة من الخنافس ، في رتيبة خنافس نهمة. تتغذى حصريًا على العفن الغروي خلال مراحل البلوغ واليرقات، وثمَّة جوانب أُخَر من تاريخ حياتها غامضة. 